# Mulert (Adelsgeschlecht)

Stammwappen derer von Mulert

Mulert (auch Mülert, Mulert von Hautreppe o. ä.) ist der Name eines erloschenen niederländisch-deutschen Adelsgeschlechts.

## Geschichte
Das Geschlecht stammt ursprünglich aus den Niederlanden, Provinz Overijssel. Mehrere Zweige der Familie waren bzw. sind in Westfalen und Niedersachsen ansässig.
Die Familie erscheint erstmals mit Gerd Mulert, der zwischen 1343 und 1369 Amtmann und Richter von Hasselt war. Ein Jan Mulert war 1533 Inhaber eines Hauses zu Jever. Wolf Mulert war dort Kapitän. Ernst Mulert war gegen Ende des 16. Jahrhunderts Drost zu Minden. Er besaß 1588 Hüffe und 1828 Oeding im Kreis Borken. Im 17. Jahrhundert entstanden in den Niederlanden zwei Familienzweige: Ein erster Zweig auf Gut Backenhagen, ein zweiter Zweig auf Gut Leemcule. Backenhagen gelangte durch die Heirat von Johan Mulert († 1623) mit Ida de Bake († 1642), Tochter von Johan de Bake, Herr von Backenhagen (vormals Rotgerinck genannt), im Jahr 1609 in den Besitz der Familie Mulert, in dem es bis 1822 verblieb.

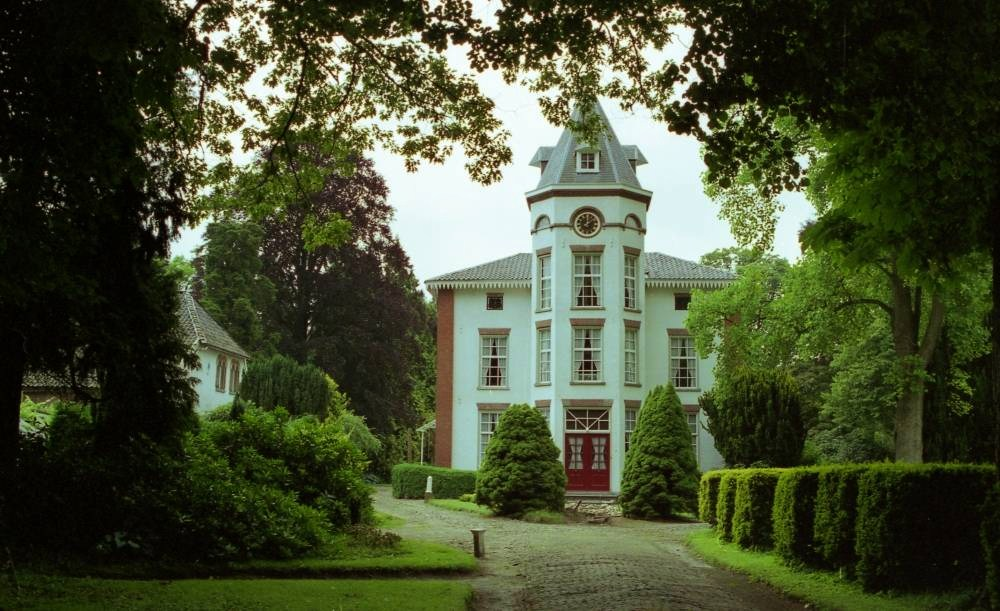
Gut Backenhagen in Deldenerbroek

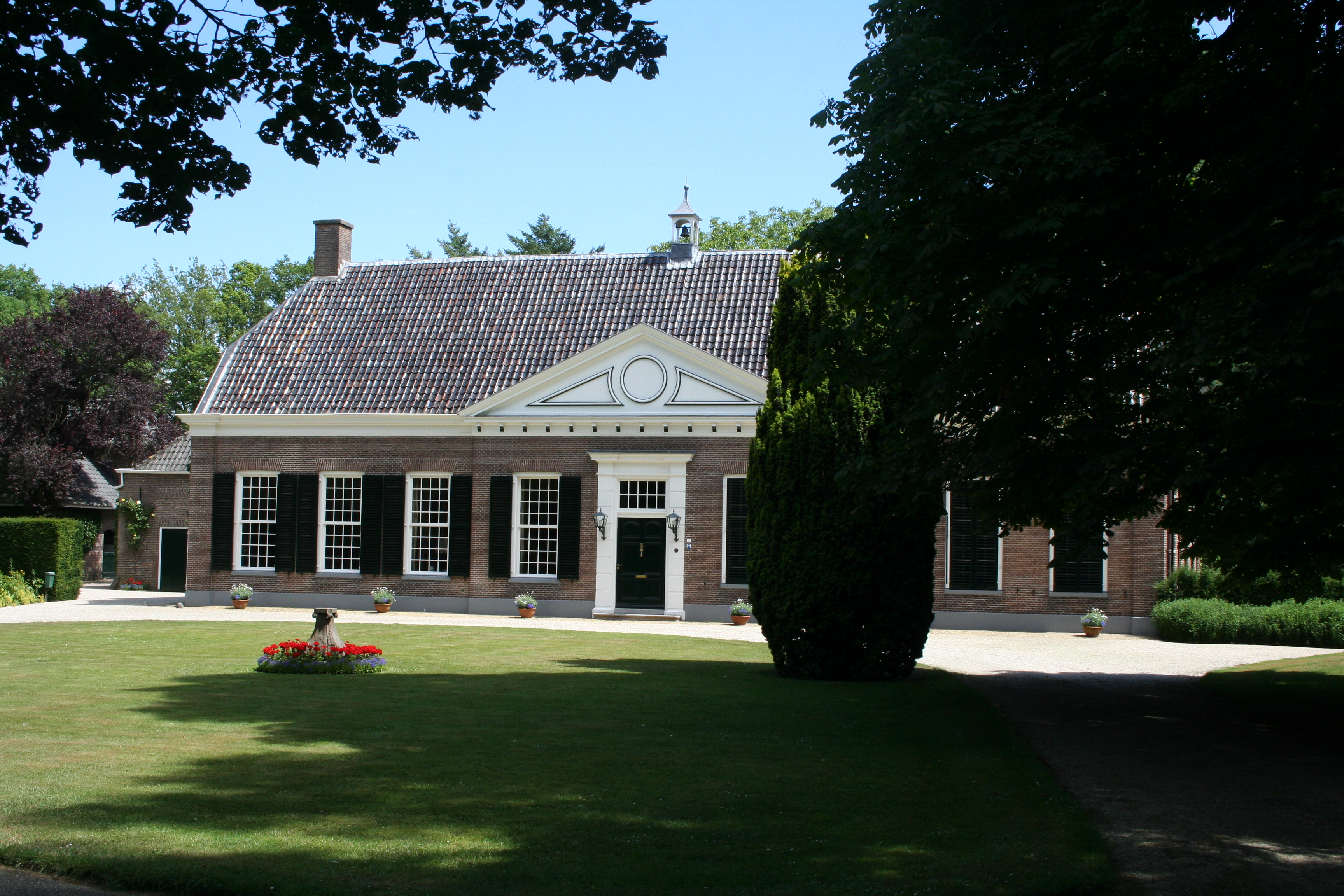
Gut Leemcule in Dalfsen

Albert Mulert aus Belgien, Graf von Hautreppe, Gardeleutnant der Leibkompanie des Kardinalinfanten, erhielt am 30. März 1636 den Reichsgrafenstand verliehen.
Am 28. August 1814 wurden zwei Familienmitglieder in die Ritterschaft Overijssel und damit in den Adel des Niederländischen Königreichs aufgenommen. 1822 wurde ihnen der Baronstitel verliehen. 1822 und 1882 wurde zwei weiteren Familienmitgliedern der niederländische Adel anerkannt und auch ihnen der Baronstitel zuerkannt. Dieser Zweig erlosch 1994.
Nachfahren der Familie von Mulert sind heute noch in Hamminkeln am Niederrhein und in Bocholt-Spork im Westmünsterland sowie in Oldenburg ansässig.

## Persönlichkeiten
- Heinrich Mulert († 1521), Rechtsgelehrter und Hochschullehrer an der Universität Greifswald

## Wappen
Blasonierung: In Gold drei schwarzen Sparren übereinander. Auf dem Helm mit schwarz-goldenen Helmdecken drei schwarze Rohrkolben. Als Schildhalter zwei goldene Greifen.

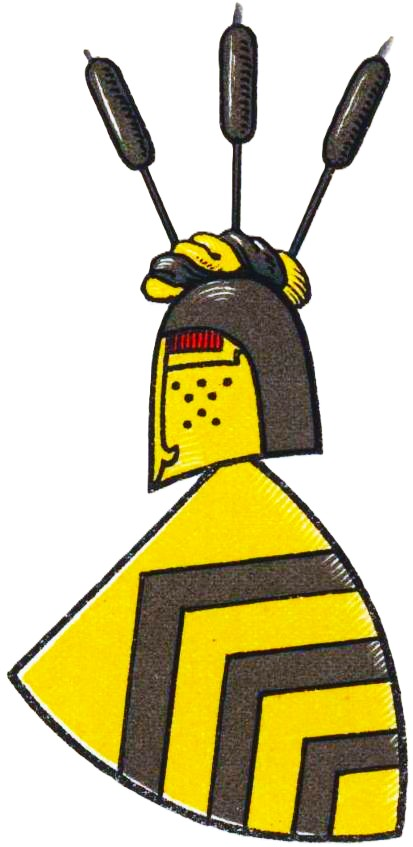
Wappen derer von Mulert im Wappenbuch des Westfälischen Adels
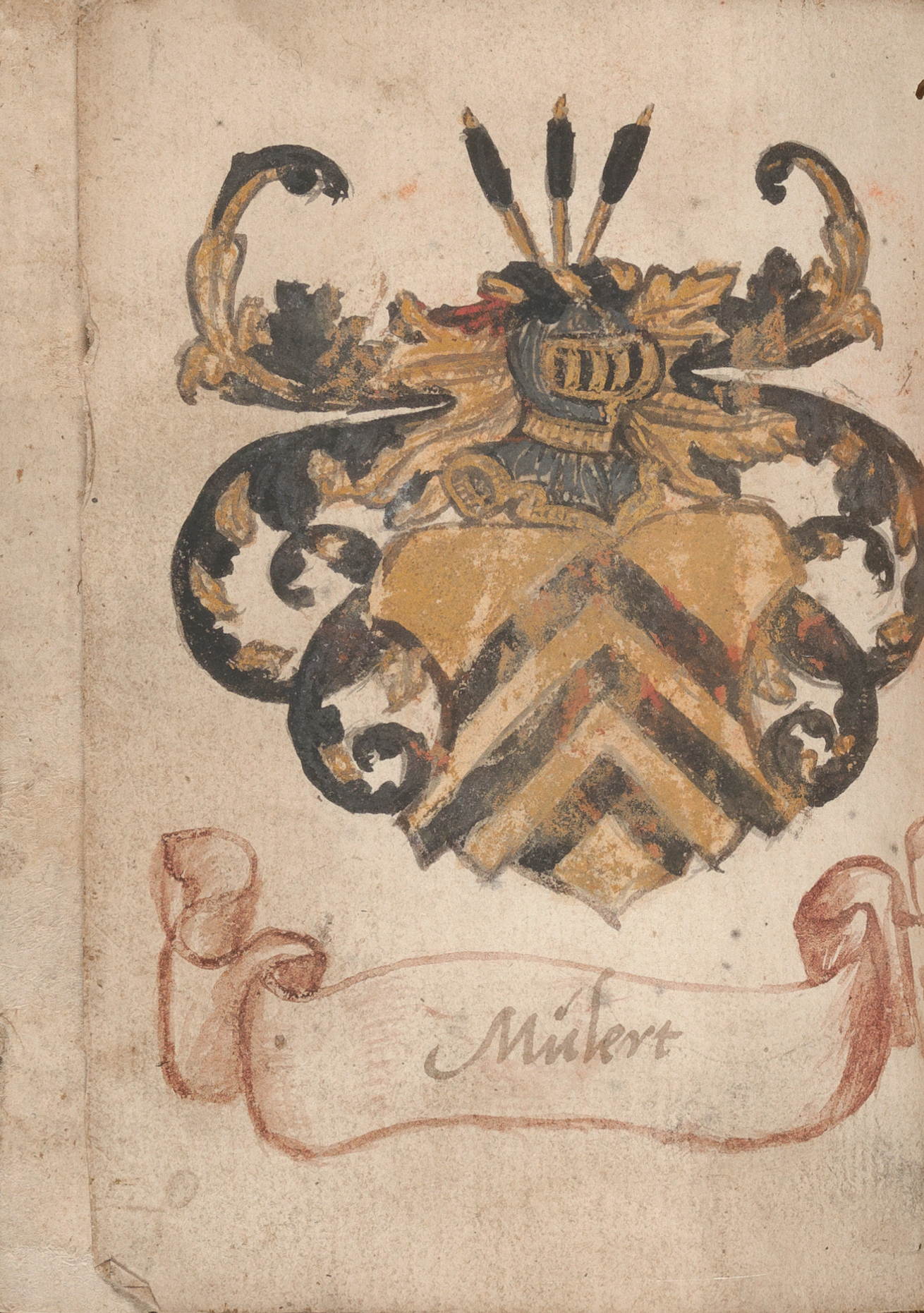
Wappen derer von Mulert im Album amicorum von Seino Mulert
Wappen derer von Mulert (1814)
Wappen derer von Mulert (1913)

Denselben Schild führen auch die Familien Haerst/Haersolte und Vilsteren. Alle Familien stammen aus der Region Salland. Eine Stammesverwandtschaft ist nicht erwiesen.

Wappen derer von Haerst/Haersolte
Wappen derer von Vilsteren